# Chrysemosa senegalensis
Chrysemosa senegalensis là một loài côn trùng trong họ Chrysopidae thuộc bộ Neuroptera. Loài này được Hölzel et al. miêu tả năm 1994.